# Somjetia
Somjetia (en georgiano: სომხეთი, «el más antiguo») es el nombre georgiano de Armenia.

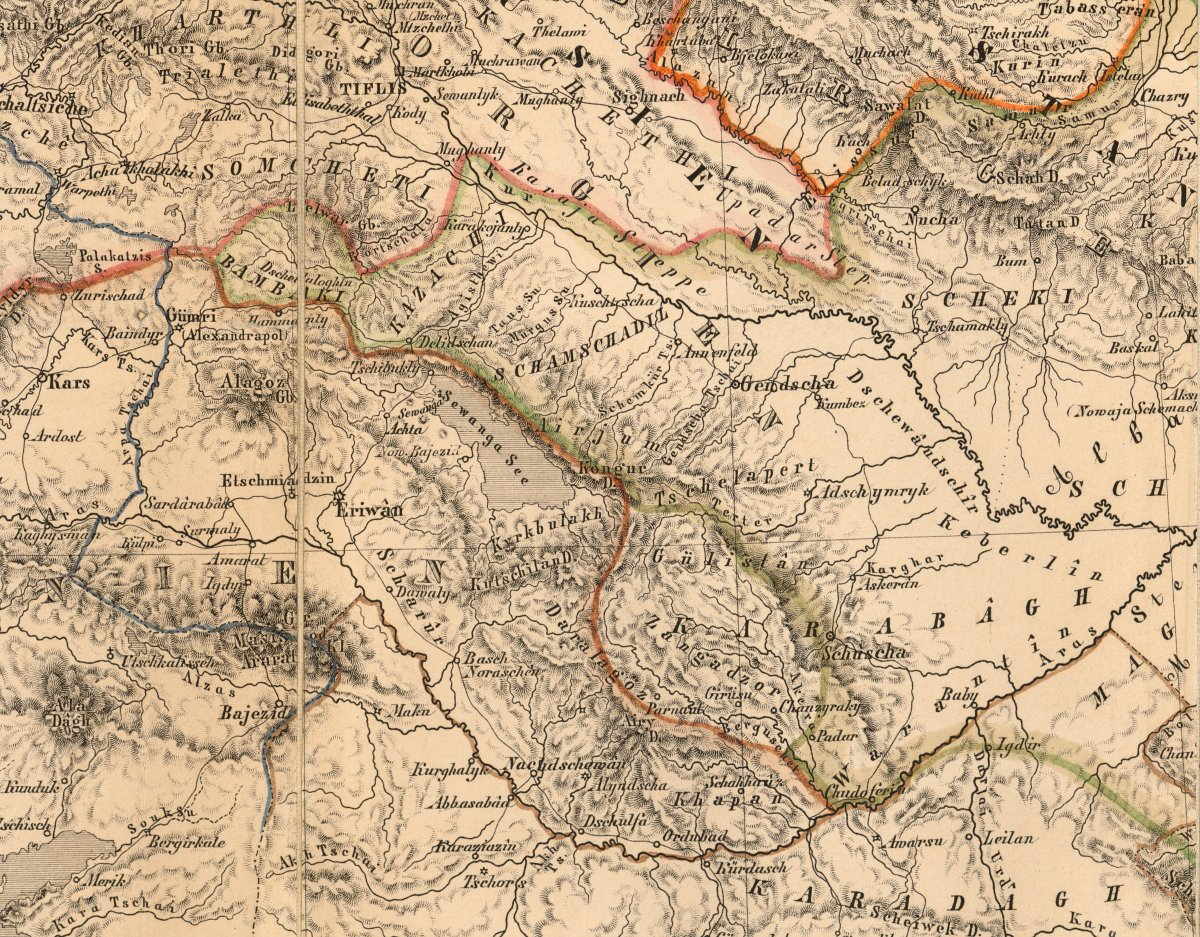
Somkhetia(Somcheti)

Los especialistas asumen que el término Somjetia proviene de «Sujmi» o «Sojmi», el nombre de un antiguo país ubicado en el alto Éufrates según fuentes asirias y urarteanas.
También se ha utilizado para referirse a las fronteras entre Armenia y Georgia, o la Armenia georgiana, ya sean los valles de Debet y Khrami en la época medieval, o la provincia dividida entre la región armenia de Lorri y la región georgiana del Bajo Kartli en el siglo XVIII.